# Franz Ludwig von Zinzendorf
Franz Ludwig von Zinzendorf und Pottendorff ([ur. 23 marca 1661, zm. 17 lipca 1742, Karlstetten) – austriacki generał i dyplomata, arystokratycznego rodu Zinzendorf.
Walczył w wojnie przeciw Turkom (1683-1699). 26 stycznia 1700 został mianowany na stopień tytularnego generała feldwachtmeistra. W latach 1702–1705 i 1706-1707 był posłem cesarskim w Sztokholmie. Jednym z problemów, z którymi przybył do króla Szwecji była tzw. "Ugoda altransztadzka" (1707).
W latach 1715–1717 marszałek dworu arcyksiężniczki Marii Józefy.